# کادیلاک دویل

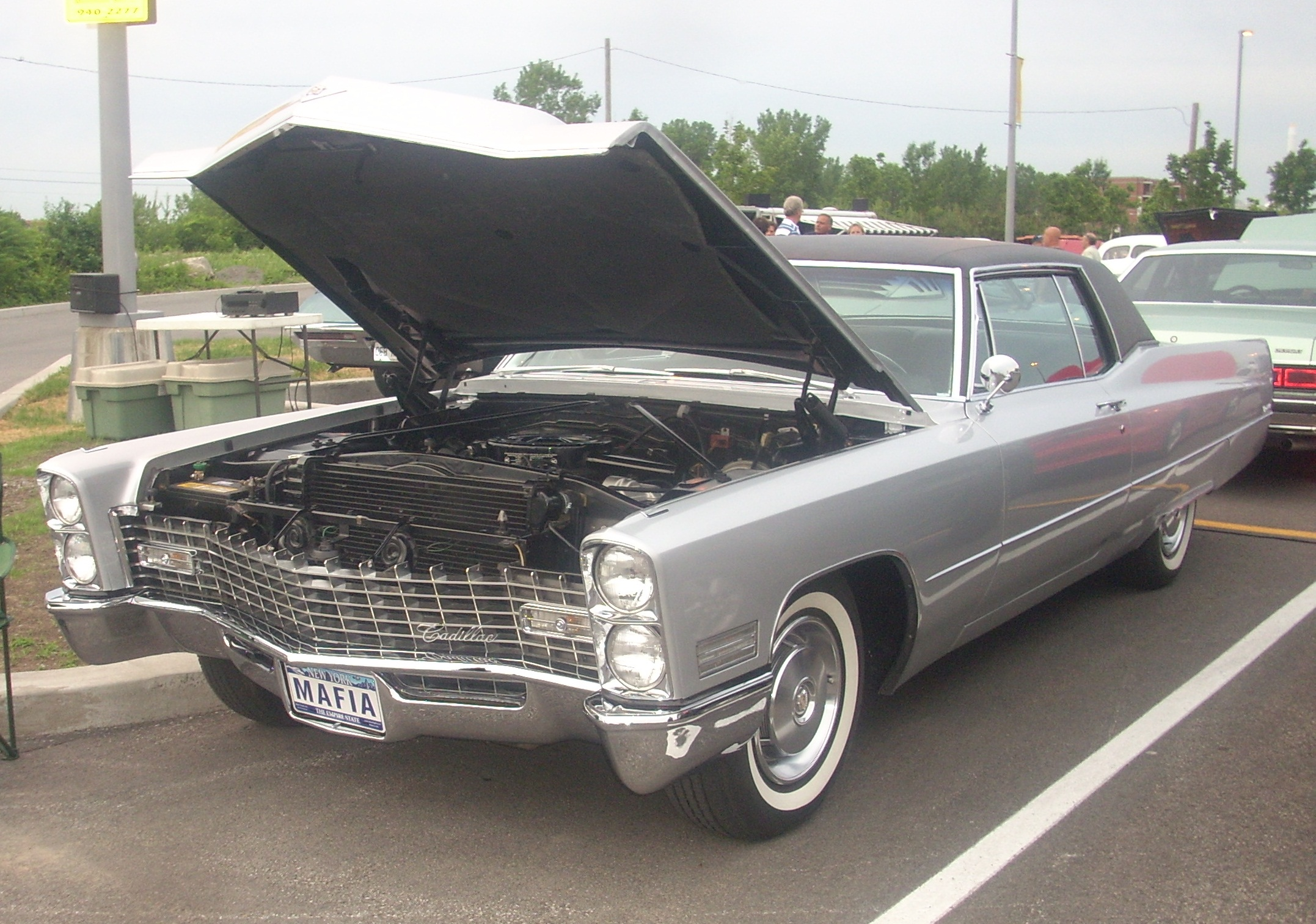

کادیلاک دو ویل یا کادیلاک دو ویی (به انگلیسی: Cadillac de Ville) خودرویی است که در سال‌های ۱۹۴۹ تا ۱۹۹۳ در دیترویت، ایالات متحدهٔ آمریکا تولید شده است.

## نگارخانه

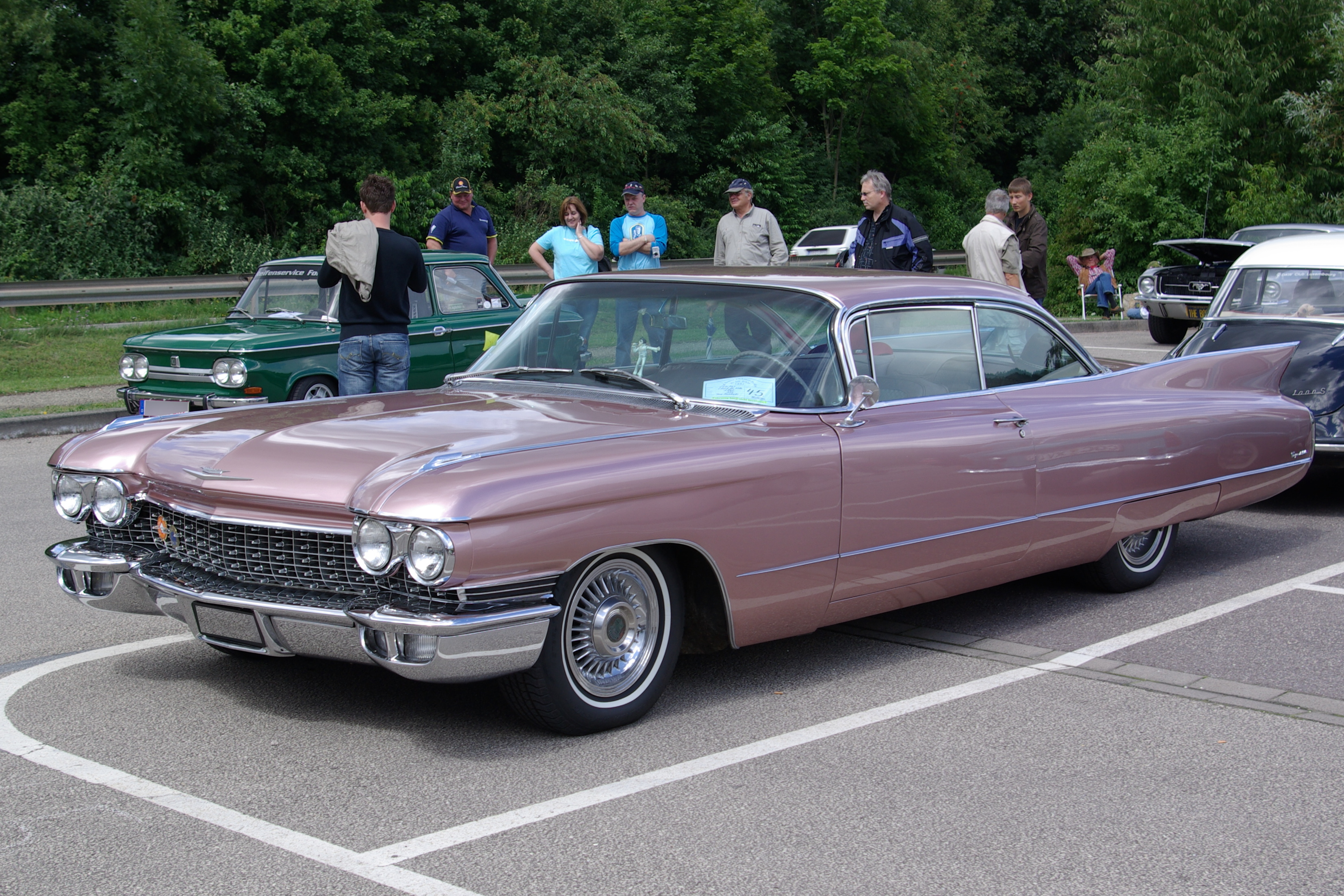
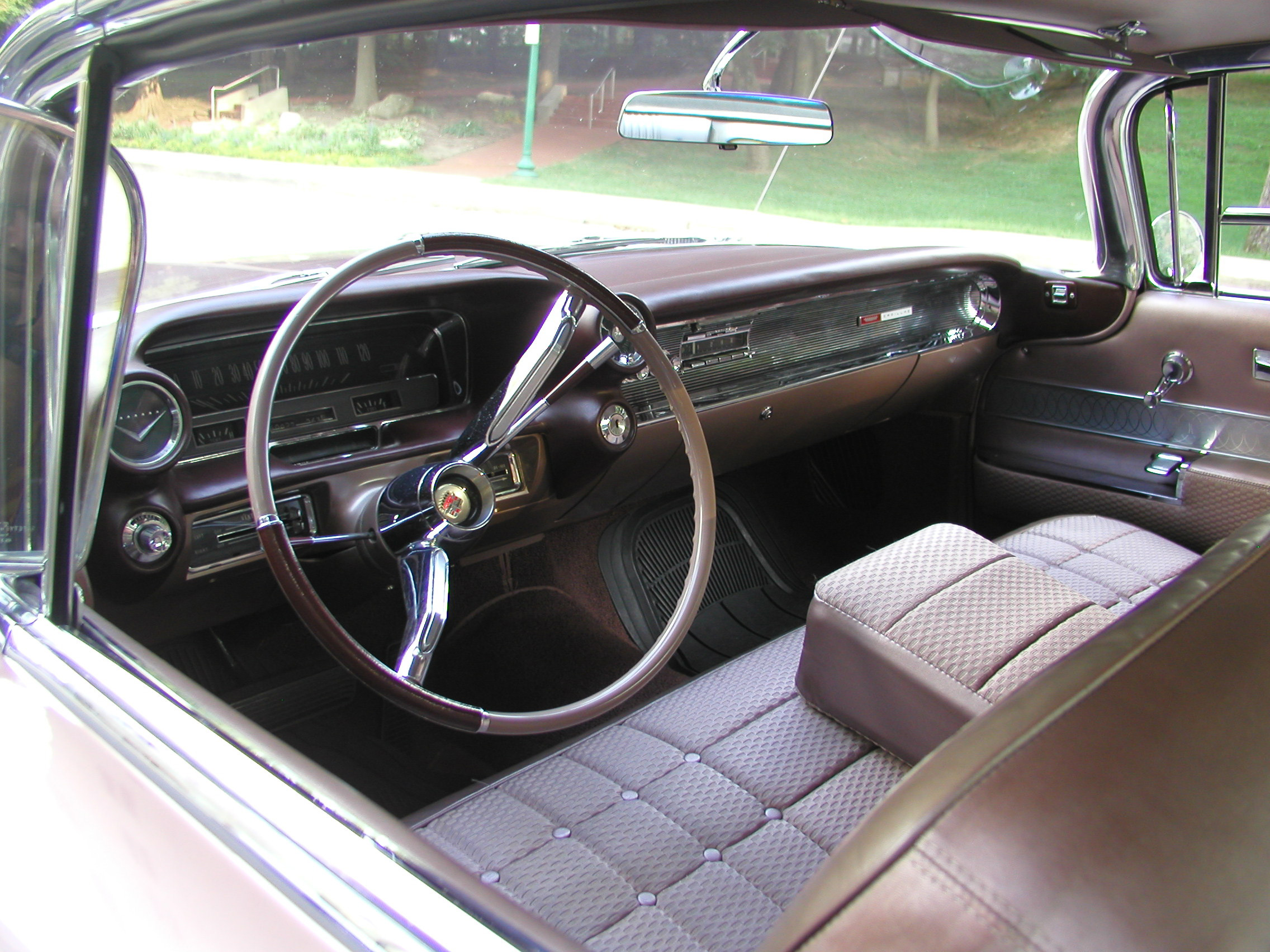
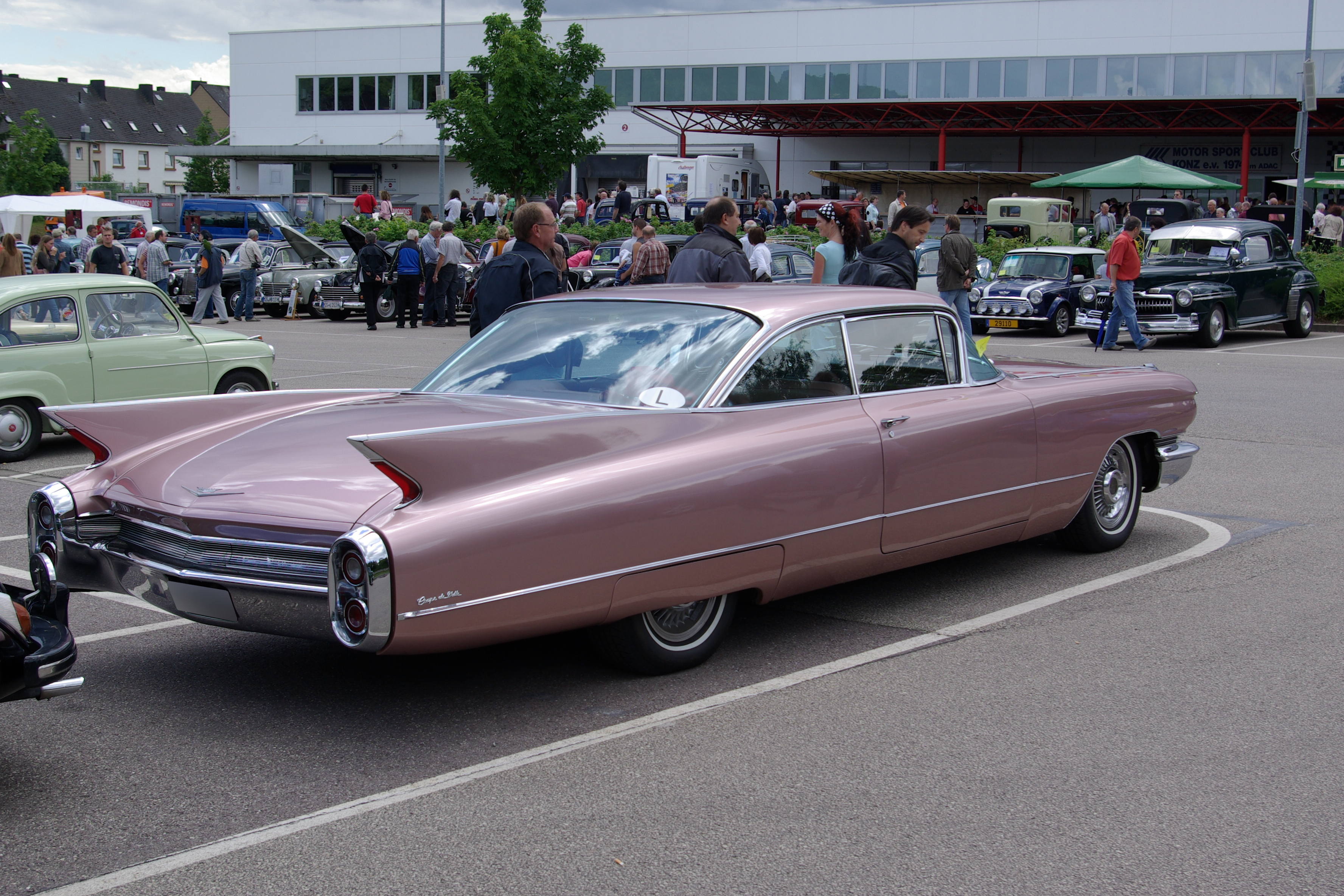